# هانسيل وغريتيل (فلم 2002)
هانسيل وغريتيل (بالإنجليزية: Hansel and Gretel) هو فيلم مغامرة تم إنتاجه في الولايات المتحدة وصدر في سنة 2002. من بطولة تايلور مومسن وداكوتا فانينغ وهاوي مانديل.

## الميزانية والإيرادات
بلغت تكلفة إنتاج الفيلم حوالي 10 ملايين دولار بينما حقق إيرادات تقدر بـ 154642 دولار.

## وصلات خارجية
- مقالات تستعمل روابط فنية بلا صلة مع ويكي بيانات